# 7932 Plimpton
7932 Plimpton è un asteroide della fascia principale. Scoperto nel 1989, presenta un'orbita caratterizzata da un semiasse maggiore pari a 2,3870439 UA e da un'eccentricità di 0,1748735, inclinata di 2,92454° rispetto all'eclittica.
L'asteroide è dedicato al giornalista statunitense George Plimpton, cofondatore della rivista letteraria The Paris Review.